# Bahnstrecke Kleinreuth–Eltersdorf
| Streckennummer (DB): | 5955                                     |                                    |                                    |
| Streckenlänge: | ca. 13 km                                |                                    |                                    |
| Spurweite: | 1435 mm (Normalspur)                     |                                    |                                    |
| Streckenklasse: | D4                                       |                                    |                                    |
| Stromsystem: | 15 kV 16,7 Hz ~                          |                                    |                                    |
| Maximale Neigung: | 12,5 ‰                                   |                                    |                                    |
| Minimaler Radius: | Regelradius: 1000 m Mindestradius: 586 m |                                    |                                    |
| Streckengeschwindigkeit: | 120 km/h                                 |                                    |                                    |
| Zweigleisigkeit: | durchgehend                              |                                    |                                    |
| |                                          |                                    |                                    |
| \| \| \| von Bamberg und von Erfurt \| \| \| \| 18,5 \| Eltersdorf \| Eltersdorf \| \| \| \| nach Nürnberg \| \| \| \| \| (niveaufreie Ausfädelung) \| \| \| \| \| gepl. S-Bahn nach Fürth \| \| \| \| 13,7 \| Pegnitztunnel (7580 m) \| Pegnitztunnel (7580 m) \| \| \| 8,7 \| Pegnitz \| Pegnitz \| \| \| \| U-Bahn Nürnberg (ehem Ludwigsbahn) \| \| \| \| \| S-Bahn-Strecke Fürth–Nürnberg \| \| \| \| \| Hauptstrecke Fürth–Nürnberg \| \| \| \| \| Frankenschnellweg (BAB 73) \| \| \| \| \| Ringbahn Fürth – Nürnberg Nord \| \| \| \| \| ehem. Trasse der Ringbahn \| \| \| \| 6,6 \| Nürnberg Großmarkt \| Nürnberg Großmarkt \| \| \| 6,2 \| Pegnitztunnel (7580 m) \| Pegnitztunnel (7580 m) \| \| \| \| (niveaufreie Einfädelung) \| \| \| \| 4,8 \| Kleinreuth (Abzw) \| Kleinreuth (Abzw) \| \| \| \| Ringbahn nach Nürnberg Rbf \| \| |                                          |                                    |                                    |
| Strecke · Strecke |                                          | von Bamberg und von Erfurt         | von Bamberg und von Erfurt         |
| Kopfbahnhof Strecke ab hier außer Betrieb · Bahnhof | 18,5                                     | Eltersdorf                         | Eltersdorf                         |
| Kreuzung geradeaus oben (Strecke geradeaus außer Betrieb) · Strecke nach rechts |                                          | nach Nürnberg                      | nach Nürnberg                      |
| Abzweig geradeaus und nach links (Strecke außer Betrieb) |                                          | (niveaufreie Ausfädelung)          | (niveaufreie Ausfädelung)          |
| Kreuzung geradeaus unten (Strecken außer Betrieb) |                                          | gepl. S-Bahn nach Fürth            | gepl. S-Bahn nach Fürth            |
| Tunnelanfang (Strecke außer Betrieb) | 13,7                                     | Pegnitztunnel (7580 m)             | Pegnitztunnel (7580 m)             |
| Strecke unter Wasserlauf (Strecke außer Betrieb) (im Tunnel) | 8,7                                      | Pegnitz                            | Pegnitz                            |
| Kreuzung mit oberirdischer Strecke (im Tunnel) |                                          | U-Bahn Nürnberg (ehem Ludwigsbahn) | U-Bahn Nürnberg (ehem Ludwigsbahn) |
| Kreuzung (Strecke geradeaus außer Betrieb) (im Tunnel) |                                          | S-Bahn-Strecke Fürth–Nürnberg      | S-Bahn-Strecke Fürth–Nürnberg      |
| Kreuzung (Strecke geradeaus außer Betrieb) (im Tunnel) |                                          | Hauptstrecke Fürth–Nürnberg        | Hauptstrecke Fürth–Nürnberg        |
| Strecke (außer Betrieb) (im Tunnel) |                                          | Frankenschnellweg (BAB 73)         | Frankenschnellweg (BAB 73)         |
| Abzweig quer und von rechts · Kreuzung (Strecke geradeaus außer Betrieb) (im Tunnel) · Abzweig ehemals geradeaus und nach rechts |                                          | Ringbahn Fürth – Nürnberg Nord     | Ringbahn Fürth – Nürnberg Nord     |
| Abzweig geradeaus und ehemals von links · Kreuzung (Strecken außer Betrieb) (im Tunnel) · Strecke nach rechts (außer Betrieb) |                                          | ehem. Trasse der Ringbahn          | ehem. Trasse der Ringbahn          |
| Dienststation / Betriebs- oder Güterbahnhof · Strecke (außer Betrieb) (im Tunnel) | 6,6                                      | Nürnberg Großmarkt                 | Nürnberg Großmarkt                 |
| Strecke · Tunnelende (Strecke außer Betrieb) | 6,2                                      | Pegnitztunnel (7580 m)             | Pegnitztunnel (7580 m)             |
| Strecke nach links · Abzweig ehemals geradeaus und von rechts |                                          | (niveaufreie Einfädelung)          | (niveaufreie Einfädelung)          |
| ehemalige Blockstelle | 4,8                                      | Kleinreuth (Abzw)                  | Kleinreuth (Abzw)                  |
| Strecke |                                          | Ringbahn nach Nürnberg Rbf         | Ringbahn nach Nürnberg Rbf         |

Die Bahnstrecke Kleinreuth–Eltersdorf ist eine geplante, zweigleisige und etwa 13 Kilometer lange Neubaustrecke auf dem Gebiet der mittelfränkischen Städte Nürnberg und Fürth. Zentraler Teil der Strecke soll der 7,5 km lange Güterzugtunnel Fürth oder Pegnitztunnel werden. Der wesentliche Zweck dieser Hauptbahn ist die Umfahrung des Fürther Hauptbahnhofs durch Güterzüge von und zur Bahnstrecke Nürnberg–Bamberg. So soll die niveaugleiche Querung der Strecke von Würzburg im stark befahrenen Bahnknoten Fürth für einen Großteil dieser Züge vermieden werden.
Die Strecke ist Bestandteil des Verkehrsprojekts Deutsche Einheit Schiene Nr. 8.1 und seit 2018 im „vordringlichen Bedarf“ des Bundesverkehrswegeplans 2030 enthalten.
Das Planfeststellungsverfahren wurde 1995 begonnen, die Planunterlagen später überarbeitet. Die Deutsche Bahn übergab im Januar 2021 Planunterlagen an das Eisenbahn-Bundesamt. Mit dem Baubeginn wird 2026 gerechnet. Laut Angaben der Deutschen Bahn von April 2022 ist die Inbetriebnahme für 2032/2033 geplant. Im Oktober 2022 kündigte die Deutsche Bahn die bevorstehende Ausschreibung von Bauleistungen für den Tunnel und weiterer Leistungen an.

## Verlauf

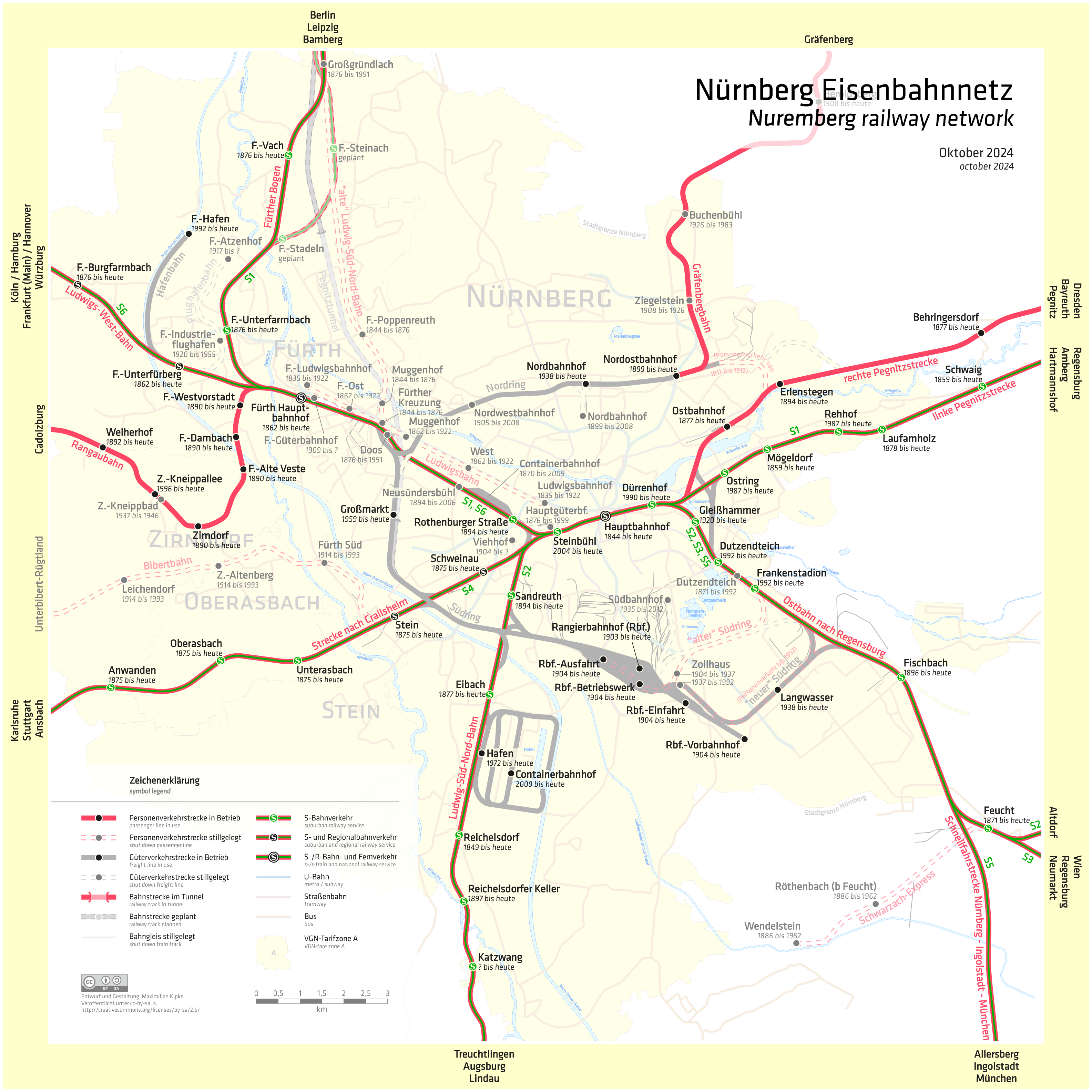
Karte des Bahnknoten Nürnberg mit geplantem Trassenverlauf der Güterzugstrecke.

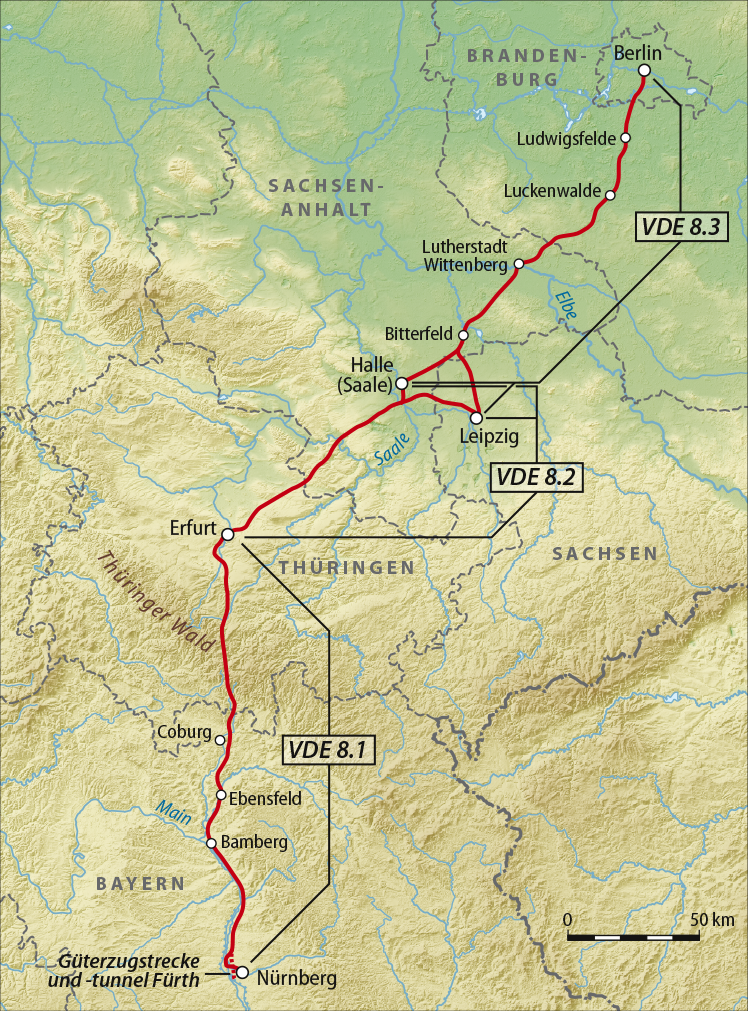
Die Strecke bildet den südlichsten Abschnitt des Projekts VDE 8.

Die Strecke soll auf Höhe der Brücke Wallensteinstraße in Bahnkilometer 4,8 aus der Ringbahn Nürnberg (Abschnitt Nürnberg Rangierbahnhof–Fürth) ausfädeln. Ab Bahnkilometer 6,2 wird die Strecke das Stadtgebiet von Nürnberg und Fürth im 7580 Meter langen Pegnitztunnel unterqueren. Nördlich von Fürth-Kronach erreicht die Strecke bei Bahnkilometer 13,7 wieder die Oberfläche. Nach einem mehrere Kilometer langen Bündelungsabschnitt mit der Bundesautobahn 73 soll die Strecke im Bahnhof Eltersdorf in die Bahnstrecke Nürnberg–Bamberg einfädeln. Der Laufweg soll sich mit der Maßnahme um ca. 2,6 km verkürzen.
Laut Angaben der Deutschen Bahn verkehrten 2021 auf dem Bestandsstreckenabschnitt zwischen Fürth und Erlangen-Eltersdorf 55 Güterzüge pro Tag und Richtung. Nach Fertigstellung der Baumaßnahmen werden gemäß einer Prognose für das Jahr 2025 ebenfalls 55 Güterzüge pro Tag und Richtung auf dem Bestandsstreckenabschnitt erwartet.

## Güterzugtunnel
Der Güterzugtunnel hat eine Gesamtlänge von 7.580 Meter. Davon sollen 6.545 Meter in bergmännischer Bauweise und zirka 1.000 Meter in offener Bauweise errichtet werden. Der Güterzugtunnel soll dabei mit einer Tunnelbohrmaschine (13 m Schilddurchmesser) vorgetrieben werden. Die maximale Überdeckung des zweigleisigen Tunnels soll 25 Meter, die minimale Überdeckung zirka fünf bis sechs Meter betragen. Die Gleise werden auf Fester Fahrbahn montiert.
Die Entwurfsgeschwindigkeit beträgt 120 km/h. Die Einbindung in die Ringbahn soll mit 80 bzw. 90 km/h befahrbar sein. Als Regelradius sind 1000 m vorgesehen, der Mindestradius liegt bei 585 m.
Der tiefste Punkt befindet sich unterhalb der Pegnitz, in einer Tiefe von 25 Metern. Von dort steigt die Strecke zu den Tunnelportalen an. Um die maximale Neigung von 12,5 ‰ einzuhalten zu können, wird vor dem Südportal ein 710 Meter langes, vor dem Nordportal ein zirka 550 Meter langes Trogbauwerk errichtet. Mit einem Teil des Tunnelaushubs von 980.000 m³ sollen Lärmschutzdämme aufgeschüttet werden. Der Großteil des Aushubs soll vom zukünftigen Nordportal per Bahn über ein nach Eltersdorf führendes neues Gleis abtransportiert werden.
Um 2012 waren 14 Notausstiege im Abstand von 500 m vorgesehen. Im Planfeststellungsantrag von 2021 sind 7 Notausstiege vorgesehen. Diese haben einen Abstand von rund 1000 m.
Im Bereich der offenen Bauweise soll der Querschnitt eine lichte Höhe von 6,69 m und eine lichte Weite von 10,40 m umfassen, im Bereich des Schildvortriebs sind dagegen 7,66 m bzw. 10,64 m vorgesehen.
Die Tübbingstärke soll 0,5 m betragen.
Bestimmte Gefahrgutzüge sowie besonders große Güterzüge sollen nicht durch den Tunnel geführt werden. Nach früheren Angaben sollten auch schwere Güterzüge zukünftig den bestehenden Weg nehmen.

## Geschichte

### 1990er Jahre
Der Tunnel war eine wesentliche Planungsgrundlage des Projekts VDE 8.1. Bereits um 1991 war der Bau einer Verbindung zwischen Nürnberg-Doos/Großmarkt und Großgründlach (bei Fürth) grundsätzlich vorgesehen. Unklar waren zu diesem Zeitpunkt noch die zur Erreichung der Kapazitätsziele notwendigen Infrastrukturmaßnahmen. Neben einem damit einhergehenden Ausbau zwischen Nürnberg Hauptbahnhof und Doos sollte die Verbindung zwischen Großgründlach und Doos noch vor der Neu- und Ausbaustrecke von Großgründlach über Lichtenfels und Coburg nach Erfurt realisiert werden.
1992 war als Teil der Strecke Nürnberg–Erfurt zwischen Nürnberg und Fürth ein 5,5 km langer, dreigleisiger Tunnel unter dem Knoblauchsland geplant. Das Bauwerk sollte 280 Millionen DM kosten.
Laut späterem Erläuterungsbericht sei die „Güterzugtrasse in Bündelung mit der BAB A73 als Ausführungsvariante“ unter drei Varianten die Vorzugsvariante. Ein Ausbau des Bahnhofs Fürth mit drei bis zu 14 m hohen Überwerfungsbauwerken sowie eine Güterzugtrasse durch das Knoblauchsland wurden verworfen.
Anfang 1993 war eine Verbindung zwischen dem Nürnberger Rangierbahnhof und der Ausbaustrecke Nürnberg–Ebensfeld vorgesehen, die an der Hohen Marter beginnen, entlang der Ringbahn Richtung Fürth verlaufen und zwischen Nürnberg-Großmarkt und Fürth-Kronach in einem Tunnel verlaufen sollte. Ab Fürth-Kronach war eine Linienführung östlich parallel zur A 73 vorgesehen, mit anschließender Einfädelung in den Überholbahnhof Eltersdorf. Mit dieser Linienführung sollten sonst notwendige Überwerfungsbauwerke im Bahnhof Fürth sowie weitere Eingriffe in dichte Bebauung an der Stadtgrenze zwischen Nürnberg und Fürth vermieden werden. Gegenüber der bestehenden Linienführung (über den Fürther Bogen) sollte der Weg um ca. 2,6 km verkürzt werden. Die vorgeschlagene Linienführung entsprach damit bereits im Wesentlichen der heutigen Planung.
Mitte 1993 war die Strecke mit einer Länge von etwa 17 km geplant. Eine Verkehrsprognose von November 1993 für das Jahr 2010 erwartete als oberen Eckwert 140 Güterzüge pro Tag und Richtung auf der Strecke. Lediglich 10 Züge sollten zwischen Eltersdorf und Fürth über die Bestandsstrecke fahren. Das Planfeststellungsverfahren wurde 1995 begonnen.

### Weitere Planung, Ausschreibung
Mitte 2009 lief die Planung der Vortriebsart für den Pegnitztunnel. Am 21. August 2009 schrieb die Deutsche Bahn die Planung der Güterzugstrecke europaweit aus. Die Entwurfs- und Genehmigungsplanung der Strecke wurde im Mai 2010 mit einem Volumen von 1,08 Millionen Euro vergeben. Der Antrag auf Planfeststellung sollte im Jahr 2011 eingereicht werden.
Im Januar 2019 kündigte die Deutsche Bahn eine baldige Ausschreibung von nicht näher präzisierten Bauleistungen am Projekt VDE 8.1 an, wobei auch der „Güterzugtunnel“ erwähnt wird.

### Verzögerungen
2009 war der Baubeginn für 2013 und die Fertigstellung 2018 geplant. Nach Angaben von DB und Bund im gleichen Jahr sei die Fertigstellung für 2016/2017 geplant gewesen. 2011 und 2012 sah die Deutsche Bahn die Inbetriebnahme für 2021 vor. Nach Angaben des Bundes von 2011 sei die Realisierung des Projekts von der Haushaltslage des Bundes abhängig und nicht absehbar gewesen. Nach anderen Bundes-Angaben von 2011 war aufgrund fehlender Mittel mit der Fertigstellung des Ausbauprojekts VDE 8.1, das auch die Güterzugstrecke mit einschließt, nicht vor 2025 zu rechnen. 2014 war die Entwurfsplanung abgeschlossen, die Realisierung mangels Finanzierung jedoch offen.
Bund und Bahn planten Anfang 2015, die Notwendigkeit der Strecke nochmals zu überprüfen. Das für den Bundesverkehrswegeplan 2030 vorgeschlagene Vorhaben konnte kein Nutzen-Kosten-Verhältnis größer/gleich eins erzielen. Die Ausschreibung für den Bauauftrag des Tunnels wurde am 20. Februar 2016 angekündigt. Im 2016 beschlossenen Bundesverkehrswegeplan 2030 war das Vorhaben im „weiteren Bedarf“ als mögliche Ergänzung des Projekts ABS/NBS Nürnberg–Erfurt (VDE 8.1) hinterlegt. Eine aktualisierte Nutzen-Kosten-Berechnung, Voraussetzung für einen Aufstieg in den „vordringlichen Bedarf“, wurde Ende 2016 für Ende 2017 erwartet. Die Hochstufung in den „vordringlichen Bedarf“ erfolgte letztlich im Herbst 2018. Der ehemalige Bundesverkehrsminister Christian Schmidt regte in diesem Zusammenhang an, den Tunnel auch für den ICE-Verkehr nutzbar zu machen. Maßgeblich dafür war eine gemeinsame Bewertung in Kombination mit kleinteiligen Maßnahmen, die zwischen Nürnberg und Erfurt eine Fahrzeitverkürzung von etwa zwei Minuten ermöglichten.
Eine Bau-Finanzierungsvereinbarung für die Güterzugstrecke Fürth wurde am 21. Dezember 2018 abgeschlossen. Nach Angaben von Ende 2018 sollten 2019 das Planfeststellungsverfahren eröffnet werden und 2021 die Bauarbeiten beginnen.
Ende 2018 war eine Überarbeitung der Planfeststellungsunterlagen in Vorbereitung. Dieser Überarbeitung war nach Angaben von Mitte 2019 im Gange und sollte bis Jahresende abgeschlossen werden.
Im Januar 2021 wurden aktualisierte Pläne für das Planfeststellungsverfahren im südlichen Teil (Planungsabschnitt 13) eingereicht, der auch den Tunnel mit einschließt. Im September 2021 wurden der Deutschen Bahn 85 private Einwendungen und 25 Stellungnahmen von Trägern öffentlicher Belange übergeben. Im Juni 2022 übergab die DB dazu eine 927-seitige Stellungnahme. Der Erörterungstermin fand am 28. und 29. September 2022 in der Stadthalle Fürth statt. Der Planfeststellungsbeschluss datiert auf den 16. Februar 2024.
Im August 2022 schrieb DB Netz eine Überarbeitung von Teilen der Entwurfsplanung für die Strecke aus. Im Oktober 2022 kündigte die Deutsche Bahn die bevorstehende Ausschreibung von Bauleistungen für den Tunnel und weiterer Leistungen an.
2022 sollten die Planungsunterlagen für den mittleren Teil (Planungsabschnitt 16) eingereicht und öffentlich ausgelegt werden. Die Einreichung wurde auf 2023 verschoben. Ein bestandskräftiges Planrecht für diesen Abschnitt wird für 2025/2026 erwartet (Stand: Februar 2022). Laut Angaben vom Oktober 2022 sollen alle Genehmigungsverfahren bis 2026 abgeschlossen werden.
Für den bereits 2009 planfestgestellten Abschnitt zwischen dem Tunnelportal Nord in Kleingründlach und Eltersdorf lief im Herbst 2022 die Ausführungsplanung.

### Bau

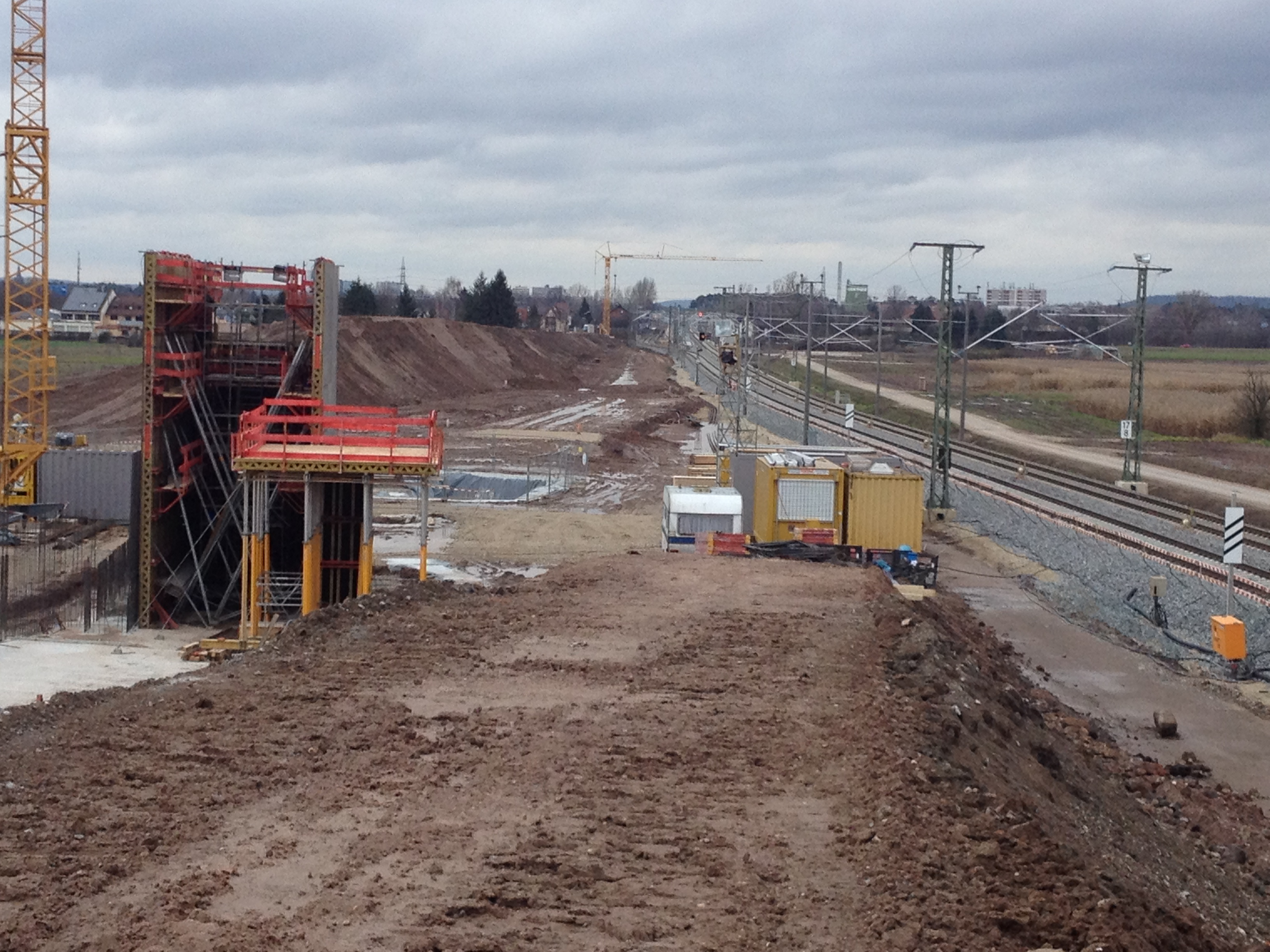
Bau des Überwerfungsbauwerks in Eltersdorf für die Strecke nach Kleinreuth und die S-Bahn-Strecke, Dezember 2014

In den Jahren 2010 und 2011 wurden weitere Erkundungsbohrungen durchgeführt. 2013 folgten die ersten Einebnungen, Rückschnitt von Vegetation und der Bau von Verrohrungen zum Abführen von Oberflächenwasser im Bereich zwischen Eltersdorf und Kleingründlach. Ab Ende 2014 wurde im Bereich Eltersdorf Bauarbeiten für die Vorbereitung der Ausfädelung der geplanten Güterzugstrecke nach Kleinreuth in Form eines neuen Bahndamms und eines Überwerfungsbaus durchgeführt.
Die Ausfädelung der Gleise für die neue Bahnstrecke Kleinreuth–Eltersdorf sowie die S-Bahn-Verschwenkung kam wegen fehlender Entscheidungen und Genehmigungen auf dem Stadtgebiet Fürth nicht zur Ausführung. Die vorbereitete Ausfädelung in Eltersdorf hat seither eine Soda-Brücke.
2024 begann die Deutsche Bahn mit bauvorbereitenden Maßnahmen und kündigte einen Baubeginn 2026 an.
Die Aushubmassen sollen an der A73, zwischen Steinach und Eltersdorf, als Lärmschutzwall aufgeschüttet werden. Ebenfalls ist eine Verfüllung des Tiefen Feldes in Nürnberg vorgesehen.
Die Inbetriebnahme ist laut Deutscher Bahn für 2032/2033 geplant.

### Betrieb
Der Abschnitt zwischen Fürth Hauptbahnhof und Bamberg ist als überlasteter Schienenweg eingestuft.
Ende 2021 wurden zwischen Fürth Güterbahnhof und Nürnberg Hohe Marter rund 100 Güterzüge pro Tag und Richtung gezählt. Bis 2030 wird zwischen Hohe Marter und dem Abzweig Kleinreuth ein Anstieg auf 126 bzw. 146 Güterzüge je Richtung prognostiziert. Davon sollen rund zwei Drittel weiterhin den oberirdischen Weg und ein Drittel (42 bzw. 50 je Richtung) den Weg durch den Tunnel nehmen. Zwischen Vach und Eltersdorf wurden in jener Woche 40 bzw. 49 Züge pro Tag und Richtung gezählt, dieser Wert soll auf 4 je Richtung zurückgehen.
Die Grenzlast in Fahrtrichtung Eltersdorf liegt für moderne Elektrolokomotiven bei rund 2500 Tonnen, Richtung Abzweig Kleinreuth bei rund 1700 t.

## Kosten und Nutzen
Anfang 2021 lagen die geschätzten Kosten der Strecke bei 750 Millionen Euro. Der Bund hat laut Angaben der Deutschen Bahn 650 Millionen Euro Fördermittel zugesagt.
Die Baukosten für die Güterzugstrecke lagen 2009 und 2016, grob geschätzt, bei rund 396 Millionen Euro. 2018 lagen die geschätzten Kosten bei 652 Millionen Euro.
Das Vorhaben ist Teil des insgesamt 86 km langen Restprojekts ABS/NBS Nürnberg - Erfurt (VDE 8.1), das auch einen Neubau zwischen Strullendorf und Breitengüßbach sowie den Ausbau zwischen Forchheim und Strullendorf (für jeweils 230 km/h) sowie weitere Geschwindigkeitserhöhungen umfasst. Bewertungsrelevanten Kosten von 1,26 Milliarden Euro (Barwert für 2012) stehen dabei ein Nutzen von 1,35 Milliarden Euro gegenüber. Daraus wurde ein Nutzen-Kosten-Verhältnis von 1,1 berechnet. 2022 wurde das Projektbudget des Ausbaus zwischen Nürnberg und Bamberg, einschließlich des Güterzugtunnels, mit 3,5 Milliarden Euro angegeben.

## Technik
Die Strecke soll zunächst mit ETCS Level 2 „ohne Signale“ mit Blocklängen von etwa 500 m ausgerüstet werden. Ein Tunnelbegegnungsverbot ist nicht vorgesehen. Als Oberleitung im Tunnel ist eine Deckenstromschiene geplant. Die Oberstrombegrenzung soll auf der neuen Strecke bei 600 A liegen, dies soll jedoch im Zuge der Planung nochmals geprüft werden.

## Sonstiges
Im Deutschlandtakt gilt der Knoten Fürth als Engpass für den Güterverkehr. Für den Personenverkehr soll ein Tunnel zur höhenfreien Trennung in Fürth entstehen. Mit der mit bis zu 300 km/h befahrbaren Neubaustrecke Nürnberg–Würzburg soll die Fahrzeit zwischen Nürnberg und Würzburg auf weniger als 30 Minuten verkürzt werden. Für den ICE-Verkehr zwischen Nürnberg und Erlangen sind dabei zusätzliche Tunnelröhren vorgesehen. Der schnelle Fernverkehr wird nicht mehr über den Hauptbahnhof Fürth geführt. Laut dem im August 2021 vorgelegten Entwurf der Infrastrukturliste des Deutschlandtakts soll die Neubaustrecke aus Rottendorf (bei Würzburg) in Fürth-Bislohe enden und von dort, zusammen mit dem Fernverkehr von/nach Erfurt, über einen gesonderten Tunnel in den Knoten Nürnberg eingebunden werden. Die Kosten dieses Tunnels sollen, zum Preisstand von 2015, bei 864 Millionen Euro liegen. In der Planung der Güterzugstrecke ist diese Maßnahme bislang nicht berücksichtigt (Stand: April 2022).